# Баффало Біллс

«Ба́ффало Біллс» (англ. Buffalo Bills) заснована у 1959 професійна команда з американського футболу, розташована в місті Баффало у штаті Нью-Йорку. Команда є членом Східного дивізіону, Американської футбольної конференції, Національної футбольної ліги. Назва команди походить від Баффало Білла.
Домашнім полем для «Біллс» є Стадіон ім. Ральфа Вілсона в Орчард-Парк, штат Нью-Йорк недалеко Баффало.
До 1969 «Біллс» були членом Американської футбольної ліги поки не вступили до Національної футбольної ліги.
«Біллс» досі не виграли жодного Суперболу (чемпіонату НФЛ) (англ. AFC-NFC Super Bowl).

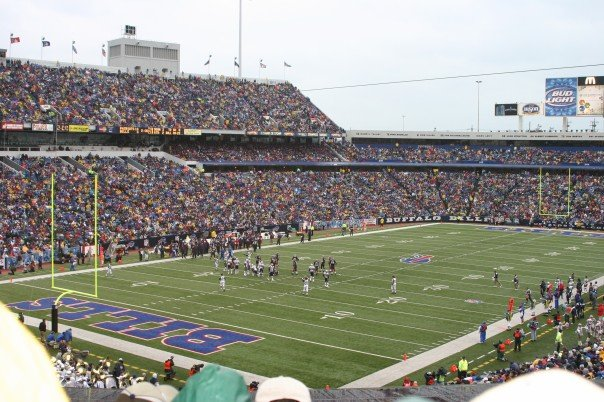
Стадіум ім. Ральфа Вільсона